# Yellowstone (TV-serie)
Yellowstone är en amerikansk western- och dramaserie, vars första säsong hade premiär den 21 maj 2018 och bestod av nio avsnitt. Serien har sedan förnyats med fyra ytterligare säsonger. Den femte säsongens första del hade premiär den 13 november 2022. Säsongen andra del, som utgör seriens sista sex avsnitt, kommer att ha en planerad premiär i november 2024.[Uppdatering behövs] Serien är skapad av John Linson och Taylor Sheridan, och en av seriens huvudroller spelas av Kevin Costner.
Serien har två prequels: 1883 och 1923.

## Handling
Serien utspelar sig i Montana och kretsar kring ranchägarfamiljen Dutton och deras kamp för att behålla kontrollen över sin mark mot både yttre och inre hot.

## Rollista i urval
- Kevin Costner - John Dutton III
  - Josh Lucas - John Dutton, som ung
- Luke Grimes - Kayce Dutton
  - Rhys Alterman - Kayce Dutton, som ung
- Kelly Reilly - Bethany "Beth" Dutton
  - Kylie Rogers - Beth Dutton, som ung
- Wes Bentley - James Michael "Jamie" Dutton
  - Dalton Baker - Jamie Dutton, som ung
- Cole Hauser - Rip Wheeler
  - Kyle Red Silverstein - Rip Wheeler, som ung
- Kelsey Asbille - Monica Long Dutton
- Brecken Merrill - Tate Dutton
- Jefferson White - Jimmy Hurdstrom
- Danny Huston - Dan Jenkins
- Gil Birmingham - Thomas Rainwater
- Forrie J. Smith - Lloyd Pierce
- Denim Richards - Colby Mayfield
- Ian Bohen as Ryan
- Wendy Moniz - guvernör Lynelle Perry